# طب الروائح

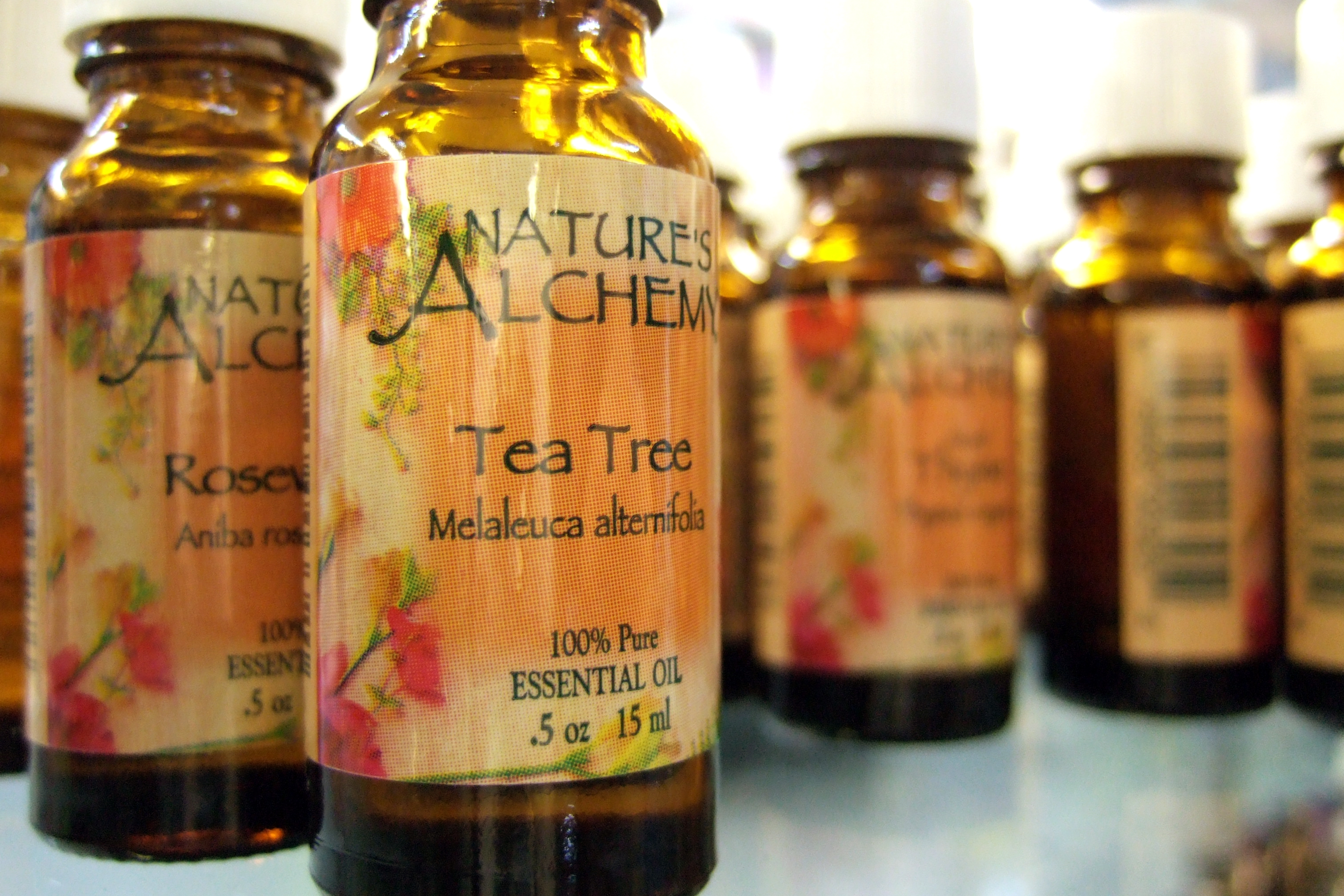

طب الروائح أو العلاج العطري (بالإنجليزية: Aromatherapy)‏ هو علم زائف يعتمد على استخدام المواد النباتية وزيوت النباتات العطرية، مثل الزيوت الأساسية، وغيرها من المكونات العطرية من أجل تحسين مزاج الشخص، والعافية الطبيعية والفسيولوجية الإدراكية 
يمكن أن يُوفر كعلاج متكامل أو أكثر جداليا كشكل من العلاج البديل. العلاج المتكامل يمكن أن يوفر بجانب العلاج الأساسي، أما مع الدواء البديل يوفر بدلا من العلاج التقليدي، العلاج التقليدي يكون بالعادة مثبت علميا.
المختصون بالمواد العطرية، الذين هم متخصصون في ممارسة وتطبيق العلاج بالمواد العطرية يستخدمون مزيج من الزيوت العلاجية الأساسية، التي ممكن أن توضع على الجلد (الاستخدام الموضعي). وكذلك الزيوت المستخدمة للتدليك، أو الاستنشاق، أو الغمر بالماء، للتحفيز وللحصول على الاستجابة المرغوب بها.
بعض الزيوت الأساسية مثل شجرة الشاي أظهرت تأثير مضاد للميكروبات، لكن لا يزال هناك نقص للدليل السريري التي يثبت إظهارها للفعالية ضد البكتيريا، الفطريات، أو العدوى الفيروسية، دليل فعالية العلاج العطري في علاج الحالات الطبية ما زالت ضعيفة، مع نقص ملحوظ للدراسات التي توظف المنهجية الدقيقة.

## التاريخ
استخدام الزيوت الأساسية للأسباب العلاجية، الروحانية، الصحية، والشعائرية يعود لعدد من الحضارات القديمة متضمنة، الصينيون، الهنود، المصريون، اليونانيون، والرومان، الذين استدموهم في مستحضرات التجميل والعطور والأدوية.
الزيوت توصف عن طريق ديسقوريدس، بالإضافة إلى معتقدات الوقت بشأن الخصائص العلاجية الخاصة بهم، الذي كتب في العقد الأول. الزيوت الأساسية المنقاة تم توظيفها كأدوية منذ اختراع التقطير في De MateriaMadica الثاني عشر. عندما قام ابن سينا بفصل الزيوت المنقاة باستخدام التقطير بالبخار.
مبدأ العلاج العطري طرح للمرة الأولى عبر عدد صغير من العلماء والدكاترة الأوروبيون عام 1907. في 1937 الكلمة ظهرت بالأول في طباعة أحد الكتب الفرنسية المتعلقة بهذا الموضوع: Aromathérapie: Les HuilesEssentielles, Hormones Végétales للكيميائي.
(الزيوت الأساسية والهرمونات النباتية للكيميائي رينيمايروس جاتلوفيس. نسخه إنجليزية نشرت René-Maurice Gattefossé في عام  1993. عام 1910 جاتلوفيس حرق يد بشكل سيء جدا وبعدها أدعى أنه عالجها بفعالية بزيت اللافيندر.
جين فالنيت، جراح فرنسي، ابتكر دواء باستخدام الزيوت الأساسية، الذي استخدمها في علاج الجنود الجرحى في الحرب العالمية الثانية.

## طرق تطبيق
وسائل تطبيق الروائح ما يلي:
- النشر الجوي: للرائحة البيئية أو التطهير الجوي
- الاستنشاق المباشر: لتطهير الجهاز التنفسي، وتخفيف العبء، نخامة فضلا عن الآثار النفسية

التطبيقات الموضعية: للتدليك العام، والحمامات، الكمادات والعلاجية للعناية بالبشرة.

## المواد
بعض المواد المستخدمة ما يلي:
الزيوت العطرية: الزيوت العبقية المستخرجة من النباتات، وعلى رأسها عبر التقطير بالبخار (على سبيل المثال، زيت الكافور) أو التعبير (زيت الجريب فروت). ومع ذلك، يستخدم هذا المصطلح أحيانا لوصف الزيوت العطرية المستخرجة من المواد النباتية من قبل أي إستخلاص بالمذيبات. وتشمل هذه المواد انتشار البخور القصبي.
المطلقات: الزيوت العبقية المستخرجة أساسا من الزهور أو الأنسجة النباتية الحساسة من خلال استخلاص السوائل فوق الحرجة أو المذيب (على سبيل المثال، ارتفع المطلق). يستخدم هذا المصطلح أيضا لوصف الزيوت المستخرجة من الزبدة العطرية، والخرسانة، وتشريب المراهم بطريقة الايثانول.
الزيوت الناقلة: عادة القاعدة النباتية الدهنية، ثلاثي الجليسرايد التي تخفف الزيوت الأساسية للاستخدام على الجلد (على سبيل المثال، زيت اللوز الحلو).
المقطرات العشبية أو هيدروسولس: الماء الناتج من عملية التقطير (على سبيل المثال، ماء الورد). هناك العديد من الأعشاب التي تصنع المقطرات العشبية ولها استخدامات في الطهي، الاستخدامات الطبية، واستخدامات العناية بالبشرة [بحاجة لمصدر]. المقطرات العشبية الشائعة هي البابونج، وردة، وبلسم الليمون.
ضخ: المستخلصات المائية لمختلف المواد النباتية (مثل التسريب من البابونج.)
Phytoncides: العديد من المركبات العضوية المتطايرة من النباتات التي تقتل الميكروبات [بحاجة لمصدر]. العديد من الزيوت العطرية على أساس التربين ومركبات الكبريت من النباتات من نوع «بيسوم» هيphytoncides [بحاجة لمصدر]، على الرغم من أن هذه الأخيرة هي الأقل شيوعا في العلاج العطري بسبب روائحها الغير مقبولة.
أعشاب الخام المرذاذة (المبخرة): المواد الموجودة في النباتات ذات محتوى زيت عالي، تجفف، وتسحق، وتسخن لاستخراج واستنشاق أبخرة النفط العطرية في طريقة الاستنشاق المباشر.

## نظرية
العلاج بالمواد العطرية هو علاج أو وقاية من المرض عن طريق استخدام الزيوت الأساسية. وتشمل الاستخدامات الأخرى المنصوص عليها الألم، والحد من القلق، وتعزيز الطاقة والذاكرة على المدى القصير، والاسترخاء، ومنع تساقط الشعر، والحد من الأكزيما والحكة التي يسببها.
يوجد آليتين اسايتين متوفرة لشرح الآثار المزعومة. الأولى هو تأثير الرائحة على الدماغ، وخاصة الجهاز الحوفي من خلال نظام حاسة الشم. والآخر هو التأثيرات الدوائية المباشرة من الزيوت الأساسية
في العالم الناطق باللغة الإنجليزية، الممارسين يميلون إلى التأكيد على استخدام الزيوت في التدليك [بحاجة لمصدر]. العلاج العطري يميل إلى اعتباره طريقة مكملة في أحسن الأحوالواحتيالات زائفة في أسوأ الأحوال.

## اختيار وشراء
الزيوت مع محتوى موحد للمكونات (دستور للأغذية الكيميائية) مطلوبة أن تحتوي على كمية محددة من بعض المواد الكيميائية العطرية التي تحدث عادة في مجال الزيت. ولا يوجد قانون أن المواد الكيميائية لا يمكن تضاف في شكلها الاصطناعي لتلبية المعايير التي وضعها دستور الأغذية الكيميائية لهذا الزيت. [بحاجة لمصدر] على سبيل المثال، يجب أن يحتوي على زيت الليمون الأساسي على 75٪ ألدهيد [بحاجة لمصدر] لتلبية ملف دستور الاغذية الكيميائية لهذا الزيت، ولكن هذا الادهيد يمكن أن يأتي من المصفاة الكيميائية بدلا من الليمون. القول بأن زيوت دستور الاغذية الكيميائية هي "الصف الغذائي" يجعلها تبدو طبيعية عندما لا تكون بالضرورة لذلك وتسمى الزيوت الأساسية غير المخففة المناسبة للعلاج العطري بالـ "الصف العلاجي، ولكن لا يوجد معايير منشأة ومتفق عليها لهذه الفئة. [بحاجة لمصدر]. سوق الزيوت الأساسية هيمن عليها من المواد الغذائية والعطور ومستحضرات التجميل والصناعات الدوائية، لذلك المختصون بالمواد العطرية لديهم خيار قليل لشراء الأفضل من هذه الزيوت المتاحة.
التحليل باستخدام كروماتوغرافيا السائل الغاز (GLC) ومطياف الكتلة (MS) يحدد نوعية الزيوت الأساسية. هذه التقنيات قادرة على قياس مستويات المكونات لبضعة أجزاء في البليون. وهذا لا يجعل من الممكن تحديد ما إذا كان كل عنصر طبيعي أو إذا كان الزيت محسن بإضافة مواد عطرية كيميائية مصنعة، ولكن الأخير مشار عليه على أنه يحتوي على أقل الشوائب. على سبيل المثال، الينالول المصنع في النباتات يرفق معه كمية قليله من الينالول المائي في حين الينالول المصنع لديه آثار من ثنائي الينالول المائي.

## الاستخدامات الشعبية
قيل أن زيت الليمون يكون روحاني ويخفف التوتر. في دراسة يابانية، تم العثور على أن الزيت الأساسي لليمون في الحالة البخارية يحد من التوتر للفئران. بحوث في جامعة ولاية أوهايو بينت أن رائحة زيت الليمون يمكن أن تعزز مزاج المرء، وتساعد على الاسترخاء.
زيت الزعتر 
زيت المريمية اقترح ليعزز أداء الذاكرة قصيرة المدى مستخدما إياه كمكمل غذائي.

## الفعالية
بعض الفوائد تم ربطها للعلاج بالروائح، مثل الاسترخاء وصفاء الذهن، قد أتت من تأثير الدواء الوهمي وليس من أي تأثير فسيولوجي فعلي. الإجماع بين معظم المختصون الطبيون هو أن بينما أظهرت بعض الروائح آثار على الحالة المزاجية والاسترخاء، وربما منافع متعلقة بالمرضى، هناك حاليا أدلة كافية لدعم ادعاءات العلاج العطري. البحث العلمي في الأسباب والتأثيرات بالروائح محدود، وإن كان في التجارب المختبرية كشفت بعض الآثار المضادة للبكتيريا ومضادة للفيروسات. وليس هناك دليل على أي نتائج على المدى الطويل لعلاج من التدليك العطري لكن تحققت متعة من التدليك بروائح لطيفة. وهناك عدد قليل من الدراسات المتعلقة بالعمى المزدوج في مجال علم النفس السريري المتعلقة بالعلاج من الخرف الحاد قد نشرت. الزيوت الأساسية لديها فعالية واضحة في منتجات غسول الفم والأسنان.
تمت ترقية الروائح أيضا لقدرتها على مكافحة السرطان. ومع ذلك، وفقا لجمعية السرطان الأمريكية، «لا تدعم الأدلة العلمية المتاحة المطالب بأن العلاج العطري فعال في منع أو علاج للسرطان».

## مخاوف تتعلق بالسلامة
مزيد من المعلومات: الطب البديل § النقد
العلاج العطري ينطوي على مخاطر لعدد من الآثار السلبية وهذا الاعتبار، جنبا إلى جنب مع عدم وجود دليل على فائدته العلاجية، ويجعل من ممارسة قيمتها مشكوك فيها.
لأن الزيوت العطرية مركزة تركيزا عاليا فإنها يمكن أن تحدث تهيجا في الجلد عند استخدامها في شكل غير مخفف. لذلك، عادة يتم تخفيفه مع الزيت الناقل للتطبيق الموضعي، مثل زيت الجوجوبا، زيت الزيتون، أو زيت جوز الهند. قد تحدث تفاعلات الضوئية مع زيوت قشور الحمضيات مثل الليمون أو الجير. أيضا، العديد من الزيوت الأساسية لها مكونات الكيميائية التي هي حساسة (بمعنى أنهم، بعد عدد من الاستخدامات، يسبب ردود فعل على الجلد، وأكثر من ذلك في باقي الجسم). يمكن حتى أن يكون سبب بعض الحساسية الكيميائية المبيدات الحشرية، إذا زرعت النباتات الأصلية. بعض الزيوت يمكن أن تكون سامة لبعض الحيوانات الأليفة، مع القطط كونها عرضة لها بشكل خاص.
اثنين من الزيوت الشائعة، الخزامى وشجرة الشاي، قد تورطت في التسبب بالتثدي، نمو غير طبيعي لأنسجة الثدي، في الأولاد قبل سن البلوغ، على الرغم من أن التقرير الذي يستشهد هذه المشكلة المحتملة يقوم على أساس الملاحظات من ثلاثة أولاد فقط، واثنين من هؤلاء الأولاد هم بشكل ملحوظ فوق المتوسط في الوزن بالنسبة لأعمارهم، وبالتالي فعليا معرضين للتثدي. اختصاصي هرمون الطفل في جامعة كامبريدج ادعى «... هذه الزيوت يمكن أن تقلد هرمون الاستروجين» و "الناس يجب أن يكونوا حذرين قليلا عند استخدامهذه المنتجات. مجلس طب الروائح والتجارة اصدر ردا في المملكة التحدة ." وقد نقض المجلس جمعية شجرة الشاي الأسترالية وهي المجموعة التي تروج مصالح المنتجين والمصدرين والمصنعين لزيت شجرة الشاي الأسترالي قد أصدرت بريد إلكتروني شككت الدراسة ودعت مجلة بريطانيا الحديثة للطب للتراجع  وحتى الآن لم ترد المجلة ولم تتراجع عن الدراسة
كما هو الحال مع أي مادة نشطة بيولوجيا، الزيوت الأساسة التي قد تكون آمنة لعامة الناس لا يزال ممكنا ان تشكل خطرا على النساء الحوامل والمرضعات.
في حين يدعو البعض لاكل الزيوت العطرية لأغراض علاجية، المهنيين في العلاج العطري المرخصين لا ينصحو الوصف الذاتي لهم بسبب شديدة السمية لبعض الزيوت الأساسية. بعض الزيوت الشائعة جدا مثل الكافور هي سامة للغاية عندما اتخذت داخليا. جرعات قليلة بقدر ملعقه الشاي سجلت لتسبب اعراض سرسيره واضحة وحلات التسمم الحاد يمكن أن تحدث بعد ابتلاع 4 إلى 5 مل. وهناك عدد قليل من الحالات المبلغ عنها من التفاعلات السامة مثل تلف الكبد، ونوبات مرضية وقعت بعد ابتلاع المريمية، الزوفا شجرة الحياة، والأرز. تنول بالصدفة يمكن أن يحدث عندما لا يتم الاحتفاظ بالزيوت بعيدا عن متناول الأطفال.
الزيوت سواء تناولها أو تم تطبيقها على الجلد يحتمل أن يكون لديها تفاعلات سلبية مع الطب التقليدي .مثال على ذلك، الاستخدام الموضعي للزيوت الثقيله لmethylsalicylateمثل البتولا الحلو وينترجرين قد يسبب النزيف مع الأشخاص الذين يستخدمون مضاد التخثر الوارفارين
الزيوت المغشوشة قد تشكل أيضا مشاكل تبعا لنوع المادة المستخدمة.

## وصلات خارجية
- موجز تاريخ طب الروائح